# گالف‌کرست (آلاباما)
گالف‌کرست (به انگلیسی: Gulfcrest) شهرکی در شهرستان موبایل ایالت آلاباما است که مساحت آن ۳٫۹۳ کیلومترمربع است و در سرشماری سال ۲۰۱۰ میلادی، ۱۶۱ نفر جمعیت داشته و تراکم جمعیتی آن، ۴۰٫۹۷ در کیلومترمربع بوده است.